# Sparks (Georgia)
Sparks – miasto w Stanach Zjednoczonych, w stanie Georgia, w hrabstwie Cook.